# Васін Денис Геннадійович
Дени́с Генна́дійович Ва́сін (нар. 4 березня 1989, Одеса, Українська РСР, СРСР) — український футболіст, правий вінгер. Відомий також виступами у складі таких команд, як одеський «Чорноморець» та білоруська «Білшина», а також декількох юнацьких збірних України, зокрема, U-17 і U-18 та молодіжної збірної України. У складі «Чорноморця» Васін став срібним призером першої ліги чемпіонату України.

## Життєпис

### Перші роки
Денис Васін народився 4 березня 1989 року в Одесі. Вихованець СДЮШОР «Чорноморець» імені А. Ф. Зубрицького, де першим тренером футболіста став Віктор Захарович Зубков. В дитячо-юнацькій футбольній лізі України Денис виступав з 2004 року по 2006 рік за «Чорноморець». Свій останній матч у складі СДЮШОР Васін провів 9 липня 2006 року проти юнаків з футбольного клубу «Шахтар», що з Донецька, що закінчився з нічийним рахунком 2:2. Однак, ще до закінчення виступів у школі Денис почав долучатися до матчів дублюючого складу «Чорноморця». Так 6 березня 2005 року юнак вперше вийшов на поле у матчі проти дублерів київської «Оболоні», що його одесити програли з рахунком 1:0. Денис того дня відіграв 24 хвилини, вийшовши на заміну Дмитру Вірченку, однак так і не зміг забити голу. Щоправда, саме поява на полі 16-річного юнака пожвавила гру «моряків». На 77-й хвилині матчу Денис «вийшов один на один» із воротарем «пивоварів», Сергієм Погорілим, проте, форварду не вдалося забити м'яча.

### Клубна кар'єра

#### «Чорноморець»

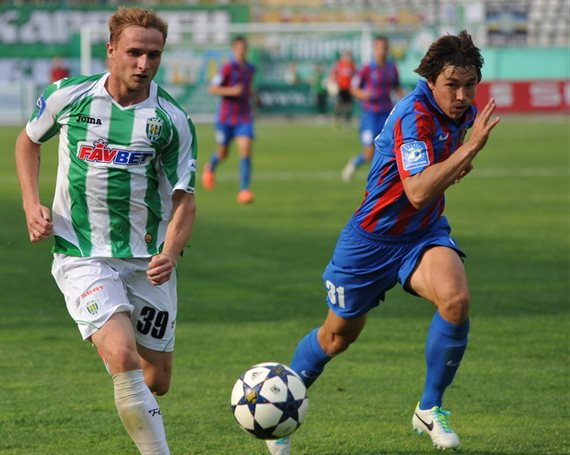
Васін (ліворуч) 27 липня 2013 року у матчі проти
київського «Арсеналу»

У чемпіонаті України Васін дебютував 20 квітня 2008 року у матчі Прем'єр-ліги проти сімферопольської «Таврії». Футболіст вийшов на поле на 74-й хвилині матчу, замінивши Сергія Шищенка, однак одесити того дня програли з рахунком 3:0. Головним тренером основної команди клубу на той час був росіянин Віталій Шевченко, саме під його головуванням Денис дебютував у професіональному футболі. Однак, закріпитися в основному складі «моряків» футболіст не зміг, й виходив на поле досить рідко. Після того, як команда вилетіла до першої ліги після провального сезону 2009–2010 років, посівши п'ятнадцяте місце з шістнадцяти, Денис став основним гравцем, зігравши у сезоні 2010–2011 років лише 18 матчів чемпіонату, де забив 9 голів та два пенальті, ставши другим бомбардиром команди у сезоні. У сезоні 2011–2012 років, після повернення клубу в елітний дивізіон Васін знову майже перестав грати у складі основної команди. Крім того, футболіст у листопаді 2012 року отримав травму, а саме, лікарі діагностували пахову грижу. Згодом футболісту було зроблено операцію в Ізраїлі, а вже через місяць Денис почав тренуватися. Щоправда, Васін відчував постійну біль і «грав на уколах», а згодом йому діагностували симфізит. Через цю травму футболіст провів на лавці запасних близько п'яти місяців, а також у середині сезону не зміг узяти участь у другому навчально-тренувальному зборі, що проходив у Туреччині. Станом на початок літа 2012 року футболіст у тому сезоні відіграв всього дев'ять матчів, вісім з яких у чемпіонаті та один у кубку, а команда посіла дев'яте місце у Прем'єр-лізі. На початку сезону 2012–2013 років «моряки» почали значно краще грати у чемпіонату, у результаті чого наприкінці першої половини сезону, що проходила влітку та восени одеська команда набрала 30 очок, посівши п'яту сходинку у лізі, а також вийшовши в 1/8 фіналу розіграшу Кубку України 2012—2013 років. На початку 2013 року у Васіна завершився контракт з одеським клубом, а подовжувати його Денис на став й покинув команду, відігравши чотири матчі в основному складі. У той же час команду покинуло ще двоє футболістів — Артур Морейра, який повернувся у Португалію на правах оренди до одного з місцевих клубів та Олександр Ніколаєв.

#### «Білшина» та «Карпати»
Шукаючи новий футбольний клуб Васін завітав на перегляд до запорізького «Металурга» та російського футбольного клубу «Том» з Томська, але й там не домовився про підписання повноцінного контракту, через брак часу на перегляд нового футболіста. Коли стало зрозуміло, що зимове трансферне вікно вже зачинено Васін повернувся до Одеси, де почав тренуватися, не підписуючи контракту, із юнацькою командою «Чорноморця» (U-19) та у футбольному клубі «Одеса», що його запросив туди головний тренер Андрій Пархоменко. Були також варіанти поїхати до Азербайджану або Казахстану, однак футболіст заради ігрової практики, на правах вільного агента, підписав двомісячний контракт з білоруською «Білшиною» з міста Бобруйськ. Свій перший матч у складі «гумових» українець провів 16 березня того ж року у чвертьфіналі розіграшу Кубку Білорусі 2013–2014 років проти жодінського «Торпедо-БелАЗа», який бобруйська команда програла з рахунком 1:4 й закінчила таким чином участь у турнірі. У складі білоруської команди Васін виступав до 15 червня, зігравши за цей час 9 матчів у Вищій лізі чемпіонату Білорусі, де забив 3 голи, а також один матч у Кубку Білорусі. Проте, за словами футболіста, йому не сподобалося грати у бобруйській команді, тому він повернувся. Приїхавши до України у міжсезонні, влітку того ж року футболіст відправився на збори разом зі своєю колишньою командою «моряків» й тренувався з ними.
9 липня 2013 року на правах вільного агента Васін підписав трирічний контракт зі львівськими «Карпатами». Ще до підписання контракту, будучи на перегляді у львівському клубі Васін у товариському матчі забив гол у ворота московського «Локомотиву». Свій перший офіційний матч одесит у складі «зелено-білих» провів 14 липня того ж року проти полтавської «Ворскли». Васин вийшов на поле на 61-й хвилині матчу, замінивши Андрія Гітченка. Однак, вже на початку восени того ж року форвард «левів» травмувався. 23 липня 2014 року стало відомо, що Денис достроково покинув львівський клуб.

#### «Іллічівець» та перше повернення в «Чорноморець»
У жовтні 2014 року Васін приєднався до маріупольського «Іллічівця». У новій команді футболіст взяв 15 номер. Всього за «Іллічівець» у чемпіонаті України провів 3 гри. В кінці січня 2015 року повернувся в одеський «Чорноморець», де зіграв до кінця сезону 11 матчів, проте так і не забив жодного голу. У червні 2015 року залишив одеський клуб у зв'язку з закінченням дії контракту.

#### «Сталь»
Після відходу з «Чорноморця» у Васіна, за його словами, було три пропозиції від клубів з України. У підсумку він поїхав на перегляд в донецький «Металург», але влітку 2015 року «Металург» оголосив себе банкрутом і вакантне місце в Прем'єр-лізі України посіла дніпродзержинська «Сталь», куди і перейшов Денис Васін, взявши собі 39 номер. У складі нової команди дебютував у грі першого туру чемпіонату України 2015/16 проти київського  «Динамо», Васін відіграв весь матч, проте «Сталь» програла з рахунком 1:2.

#### Друге повернення в «Чорноморець» (2017)
Влітку 2017 року Васін знову підписав контракт з одеським «Чорноморцем». Відігравши в команді півроку, футболіст розірвав з клубом контракт.

#### «Ворскла»
На початку 2018 року перейшов до полтавської «Ворскли», підписавши однорічну угоду. З командою став бронзовим призером чемпіонату у сезоні 2017/18 та фіналістом Кубка України 2019/20. 
15 квітня 2022 року перейшов до литовського клубу А-ліги «Йонава».

### Збірна
У 2006–2007 роках Васін долучався до виступів деяких юнацьких збірних України. Зокрема U-17 та U-18. У складі цих збірних футболіст провів чотири матчі, забивши один гол та чотири матчі, забивши два м'ячі відповідно.
10 лютого 2009 року футболіст дебютував у складі молодіжної збірної України у матчі проти однолітків з Туреччини, в якому відразу відзначився голом, інший же гол забив Євген Коноплянка, завершивши матч з рахунком 2:1 на користь українців. Проте закріпитися в складі «молодіжки» Денис не зумів, провівши за три роки лише три матчі.

## Статистика виступів

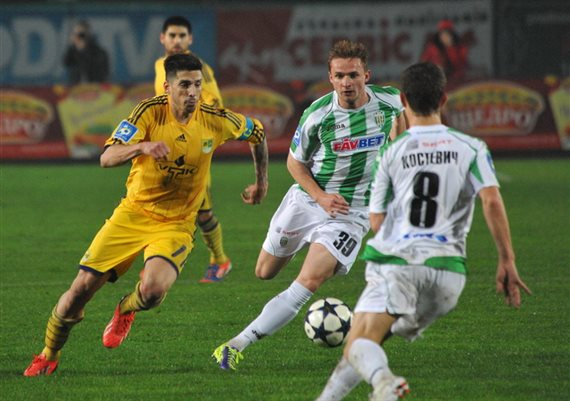
Денис Васін (праворуч) та Хосе Соса 26 жовтня 2013 року під час матчу між «Карпатами» та харківським «Металістом»

| «Карпати» Л                                                                                          | ПЛ                | 13-14             | 13 | 0  | 1 | 0 | -  | -  | -  | 14  | 0  |
| «Карпати» Л                                                                                          | Всього            | Всього            | 13 | 0  | 1 | 0 |    | 0  | 0  | 14  | 0  |
| «Білшина»                                                                                            | ВЛ                | 12-13             | 9  | 3  | 1 | 0 | -  | -  | -  | 10  | 3  |
| «Білшина»                                                                                            | Всього            | Всього            | 9  | 3  | 1 | 0 |    | 0  | 0  | 10  | 3  |
| «Чорноморець» О                                                                                      | ПЛ                | 12-13             | 3  | 0  | 1 | 0 | ПД | 4  | 2  | 8   | 2  |
| «Чорноморець» О                                                                                      | ПЛ                | 11-12             | 8  | 0  | 1 | 0 | МП | 2  | 0  | 11  | 0  |
| «Чорноморець» О                                                                                      | 1Л                | 10-11             | 18 | 11 | 1 | 0 | -  | -  | -  | 19  | 11 |
| «Чорноморець» О                                                                                      | ПЛ                | 09-10             | 7  | 0  | 1 | 0 | ПД | 5  | 4  | 13  | 4  |
| «Чорноморець» О                                                                                      | ПЛ                | 08-09             | 12 | 1  | 0 | 0 | ПД | 8  | 9  | 20  | 10 |
| «Чорноморець» О                                                                                      | ВЛ                | 07-08             | 3  | 0  | 0 | 0 | ПД | 19 | 8  | 22  | 8  |
| «Чорноморець» О                                                                                      | ВЛ                | 06-07             | 0  | 0  | 1 | 0 | ПД | 23 | 9  | 24  | 9  |
| «Чорноморець» О                                                                                      | ВЛ                | 05-06             | 0  | 0  | 0 | 0 | ПД | 6  | 0  | 6   | 0  |
| «Чорноморець» О                                                                                      | ВЛ                | 04-05             | 0  | 0  | 0 | 0 | ПД | 5  | 0  | 5   | 0  |
| «Чорноморець» О                                                                                      | Всього            | Всього            | 51 | 12 | 5 | 0 |    | 72 | 32 | 128 | 44 |
| Всього за кар'єру                                                                                    | Всього за кар'єру | Всього за кар'єру | 73 | 15 | 7 | 0 |    | 72 | 32 | 152 | 47 |
| ВЛ — вища ліга; ПД — першість дублерів; ПЛ — Прем'єр-ліга; 1Л — перша ліга; МП — молодіжна першість. |                   |                   |    |    |   |   |    |    |    |     |    |
| Останнє оновлення 23 січня 2014                                                                      |                   |                   |    |    |   |   |    |    |    |     |    |

## Титули та досягнення

### Командні

#### Україна
«Чорноморець» Одеса:
- Срібний призер першої ліги чемпіонату України (1): 2010/11

«Ворскла» Одеса:
- Бронзовий призер чемпіонату України: 2017/18
- Фіналіст Кубка України: 2019/20